# Cape Disappointment, Sydgeorgien
Cape Disappointment är Sydgeorgiens sydöstligaste udde. Sydgeorgien utforskades 1775 under James Cooks andra expedition. Udden är döpt efter Cooks besvikelse (disappointment) över att Sydgeorgien visade sig vara en ö och inte den antarktiska kontinenten Terra Australis som expeditionen sökte.